# 圣昂代奥勒
圣昂代奥勒（法語：Saint-Andéol，法語發音：[sɛ̃t‿ɑ̃deɔl]）是法国伊泽尔省的一个市镇，属于格勒诺布尔区。

## 地理
圣昂代奥勒（44°57'40"N, 5°33'9"E）面积29.7 平方千米，位于法国奥弗涅-罗讷-阿尔卑斯大区伊泽尔省，该省份为法国东南部内陆省份，北起顺时针与安省、萨瓦省、上阿尔卑斯省、德龙省、阿尔代什省、卢瓦尔省和罗讷省。
与圣昂代奥勒接壤的市镇（或旧市镇、城区）包括：拉沙佩勒昂韦科尔、圣阿尼昂昂韦科尔、贝尔纳堡、科朗松昂韦科尔、格雷斯昂韦科尔、圣纪尧姆。
圣昂代奥勒的时区为UTC+01:00、UTC+02:00（夏令时）。

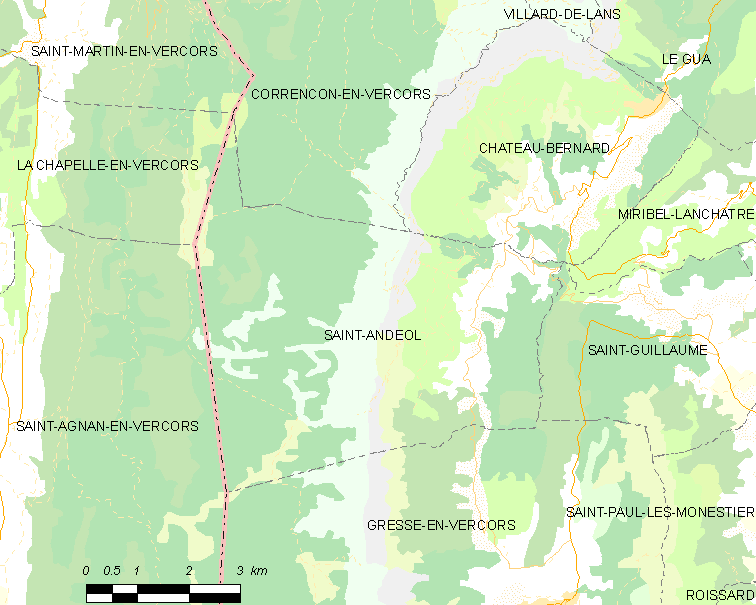
圣昂代奥勒的OSM定位图

## 行政
圣昂代奥勒的邮政编码为38650，INSEE市镇编码为38355。

## 政治
圣昂代奥勒所属的省级选区为马泰西讷-特列沃县。

## 人口

1962-2008年间圣昂代奥勒人口变化图示

圣昂代奥勒于2022年1月1日时的人口数量为119人。